# Station Dartford
Dartford is een spoorwegstation van National Rail in Dartford, de plaats Dartford in Engeland. Het station is eigendom van Network Rail en wordt beheerd door Southeastern. Het station is geopend in 1849.
Dit is ook de plek waar op 17 oktober 1961 Keith Richards en Mick Jagger, met een stel bluesplaten onder zijn arm, elkaar tegen het lijf liepen, jaren nadat ze als kinderen buurjongens geweest waren. Deze ontmoeting was de eerste stap in de ontstaansgeschiedenis van de wereldberoemde band The Rolling Stones.
Station Dartford is gelegen aan de North Kent Line, via station Woolwich Arsenal, de Bexleyheath Line en de Dartford Loop Line.